# Alsleben (Saale)
Alsleben település Németországban, azon belül Szász-Anhalt tartományban. Lakosainak száma 2494 fő (2023. december 31.).

## Fekvése
Bernburg déli szomszédjában fekvő település.

## Története

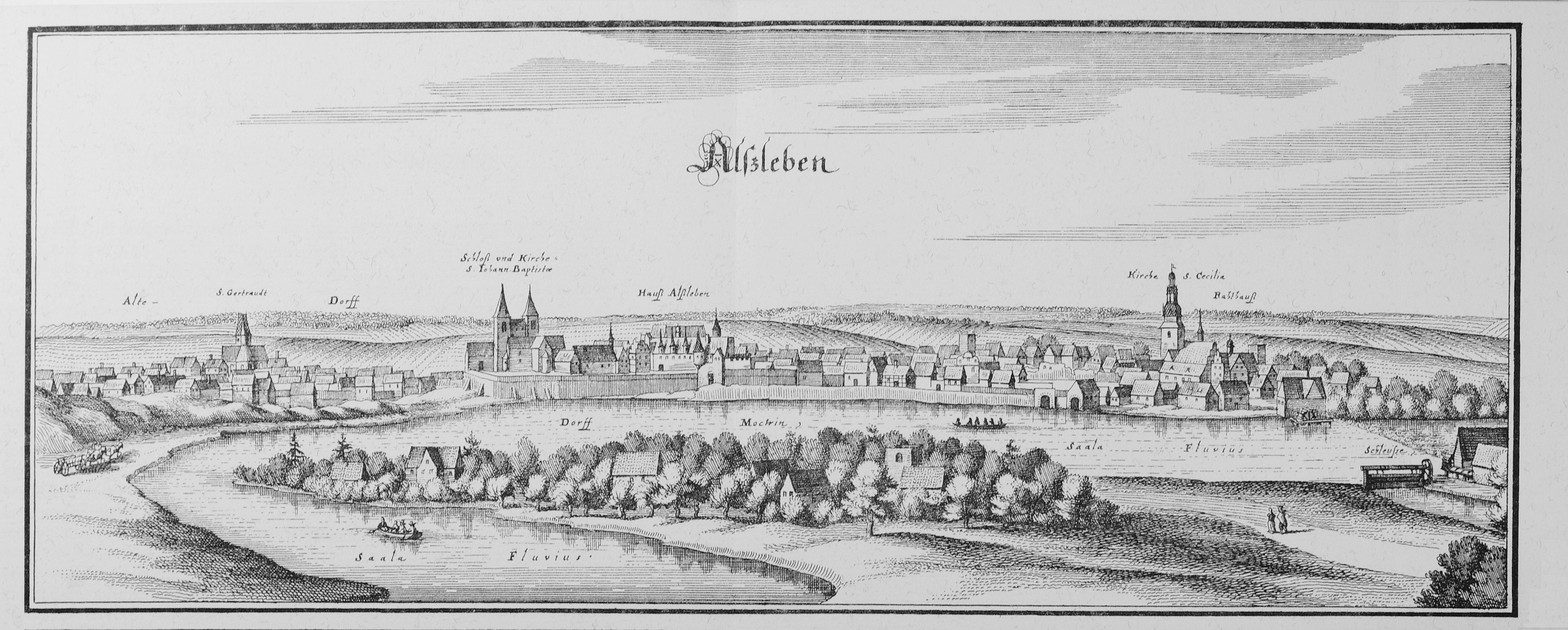
Alsleben 1653-ban

Alsleben régi település. 973 előtt a Fuldai kolostor birtokai közé tartozott, majd 973 után a magdeburgi érseké lett.
Környékén két régi vár maradványai is láthatók, a várostól délre álló víztorony  alatt a kicsi Burg Stichelsburg maradványai, a régi községtől északnyugatra levő dombon is egy grófi vár állt, amely mellette zárda is létesült: mindkét vár Magdeburg tulajdonába került.
A vártól és kolostordombtól északra terjeszkedett a város. 1698-ban a Saale-ra néző magaslaton az akkori tulajdonos a Kosigk család építtetett barokk kastélyt. A régi vár és a kolostor maradványai máig láthatók.

## Galéria

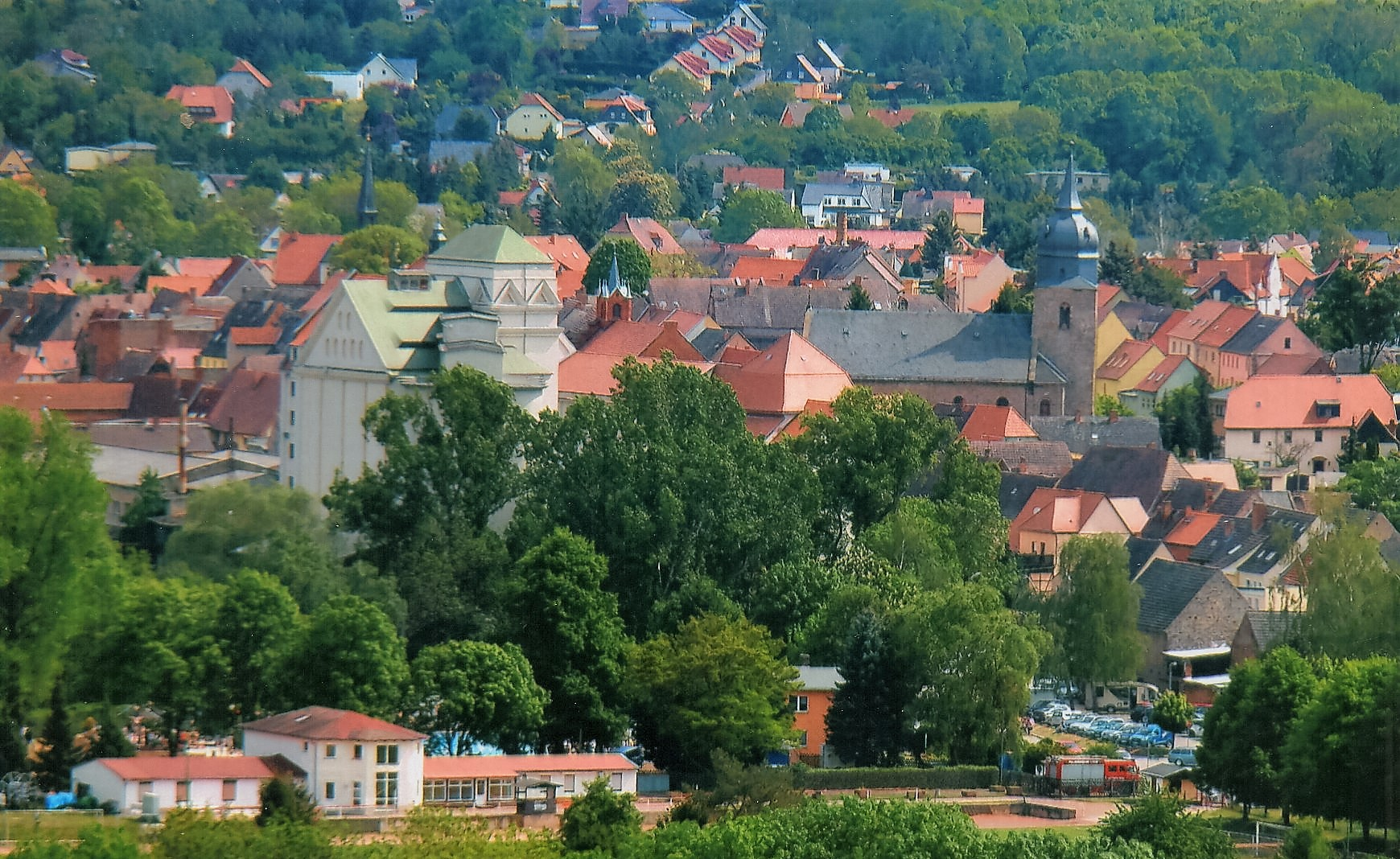
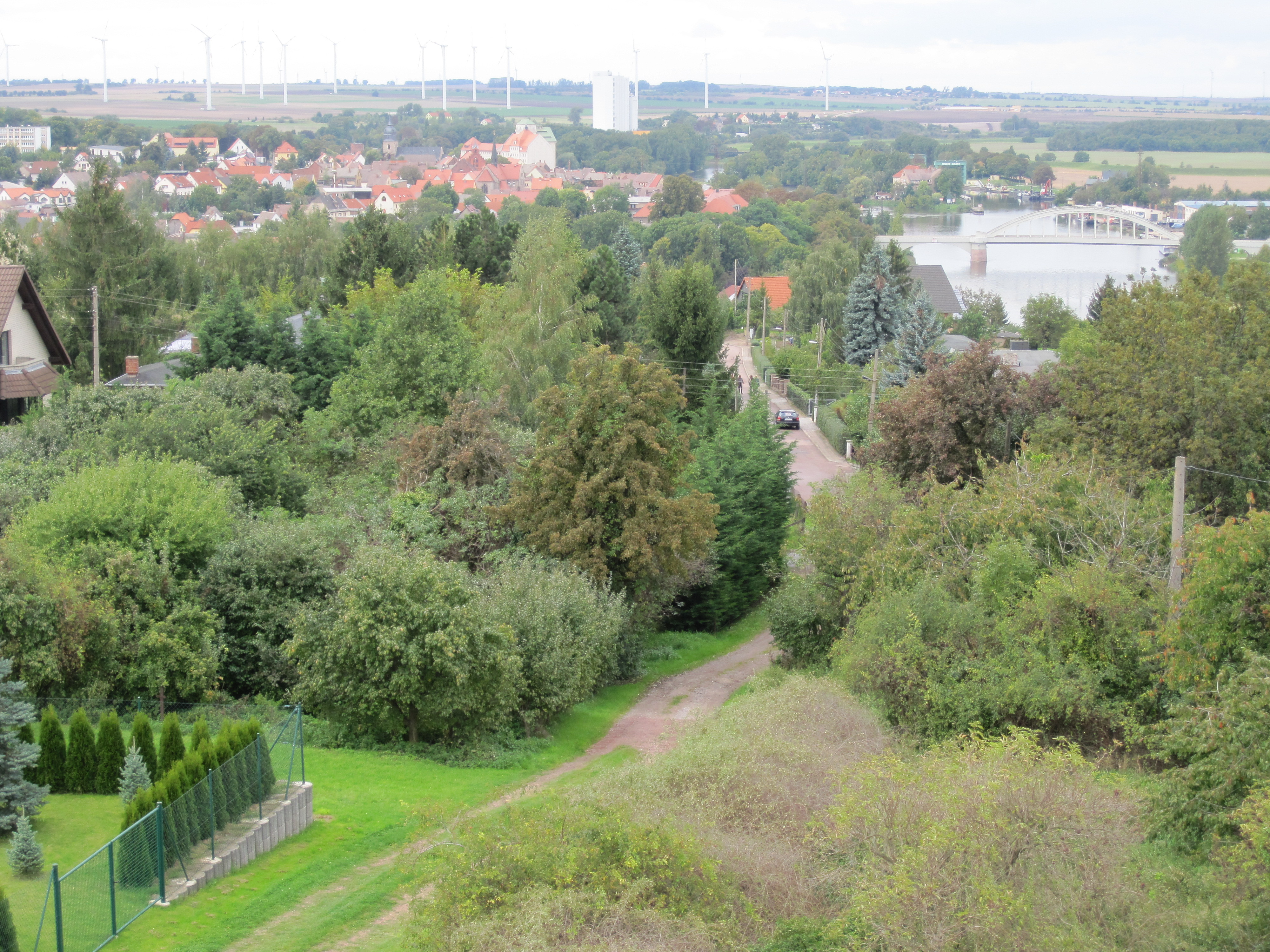
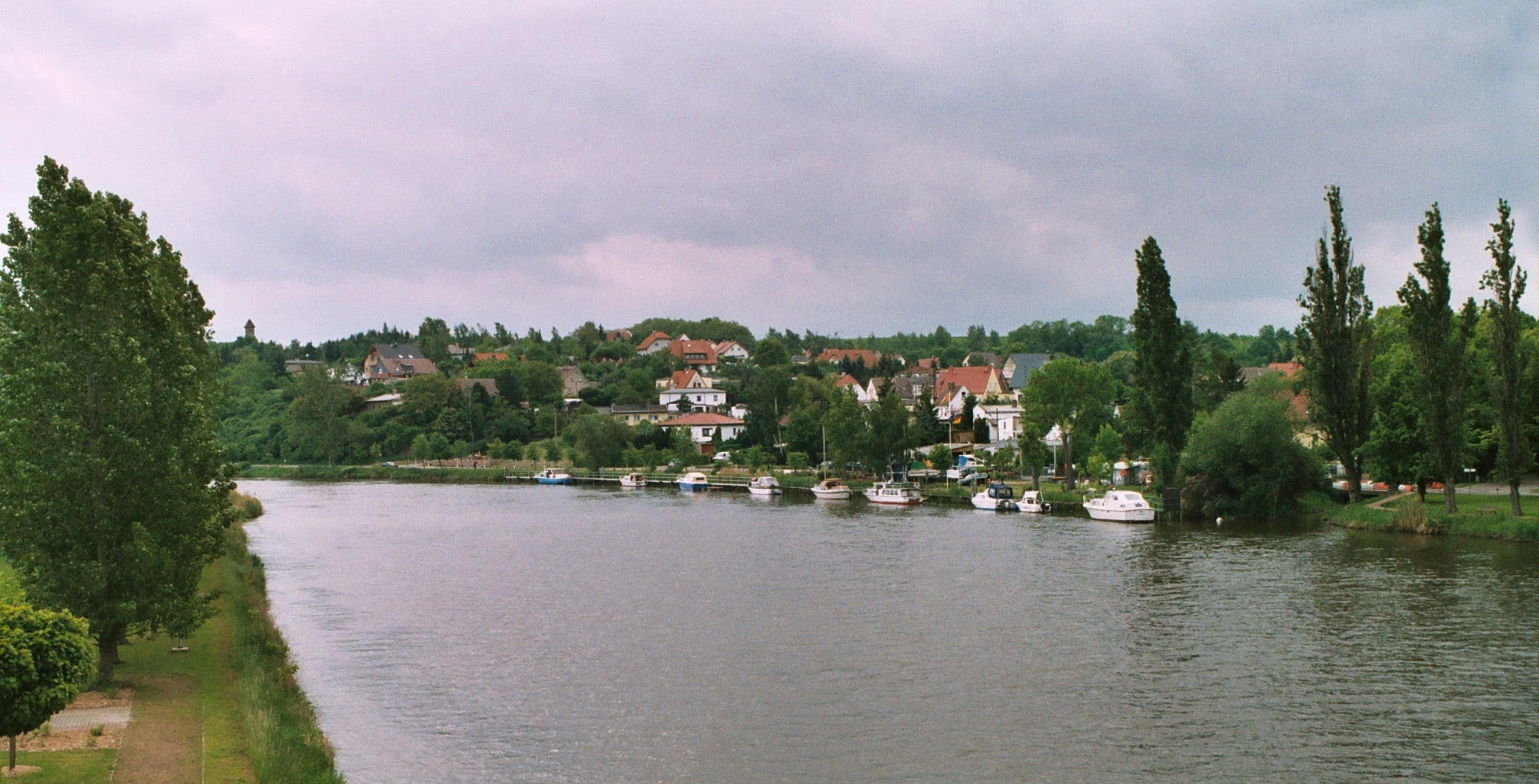
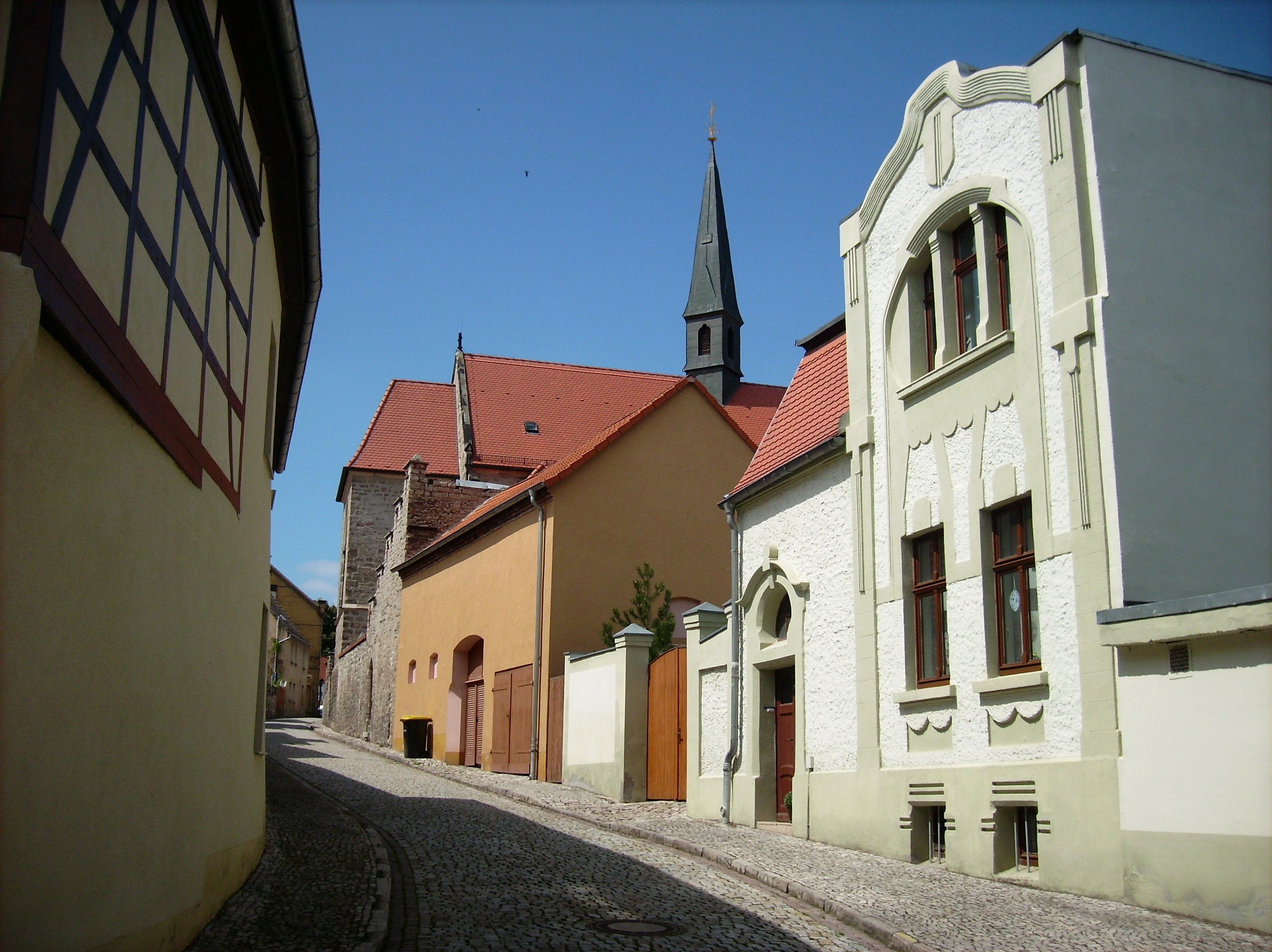
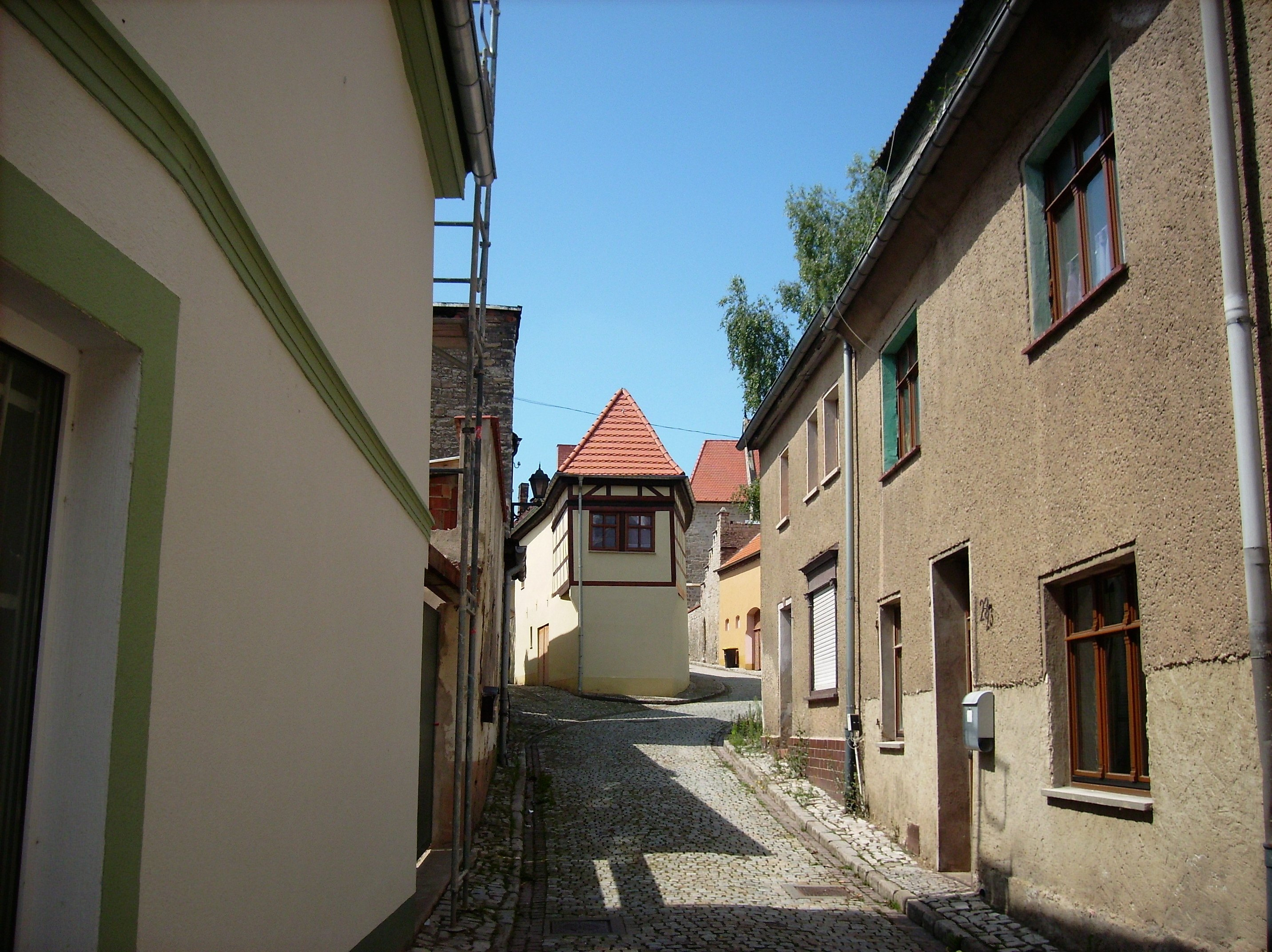
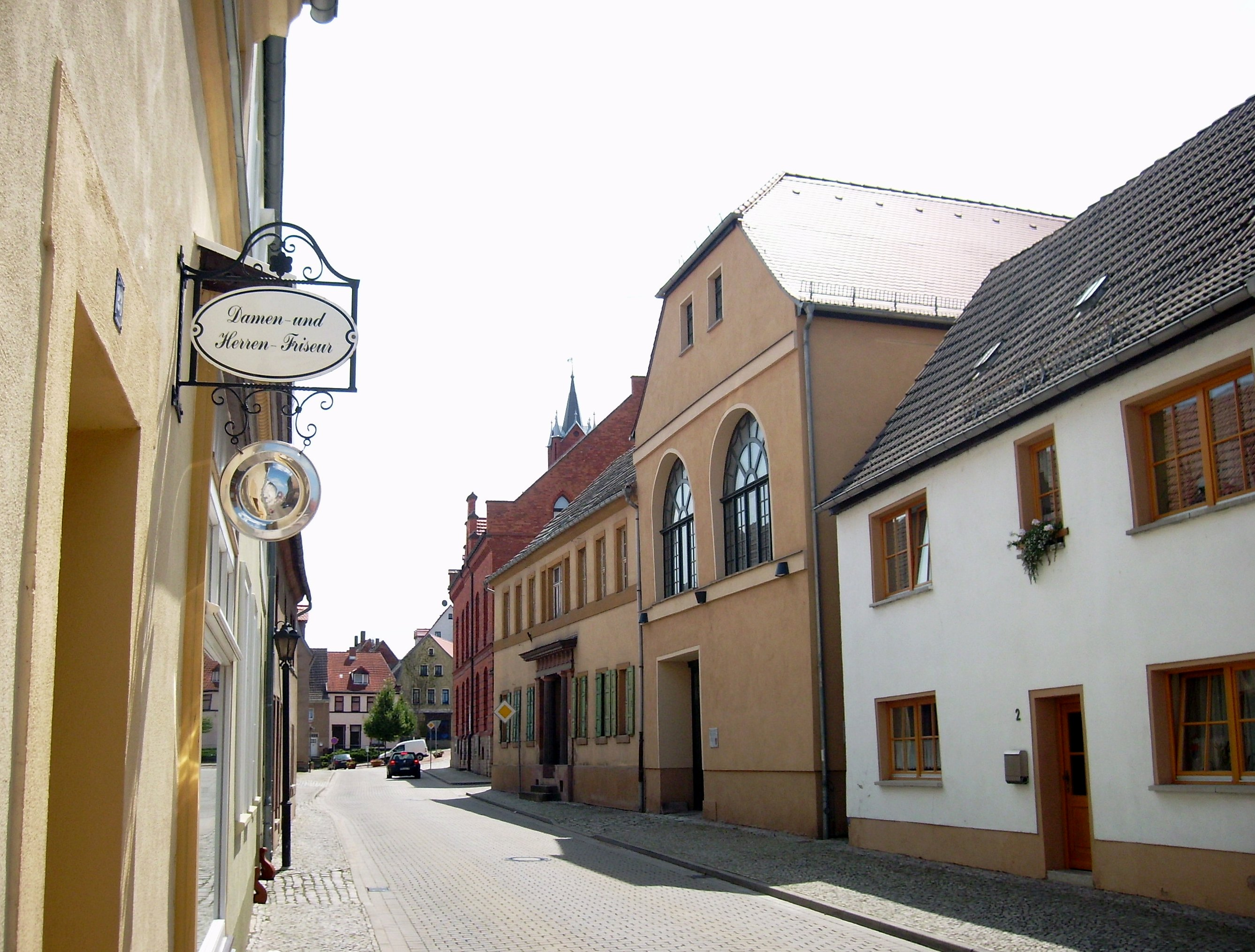
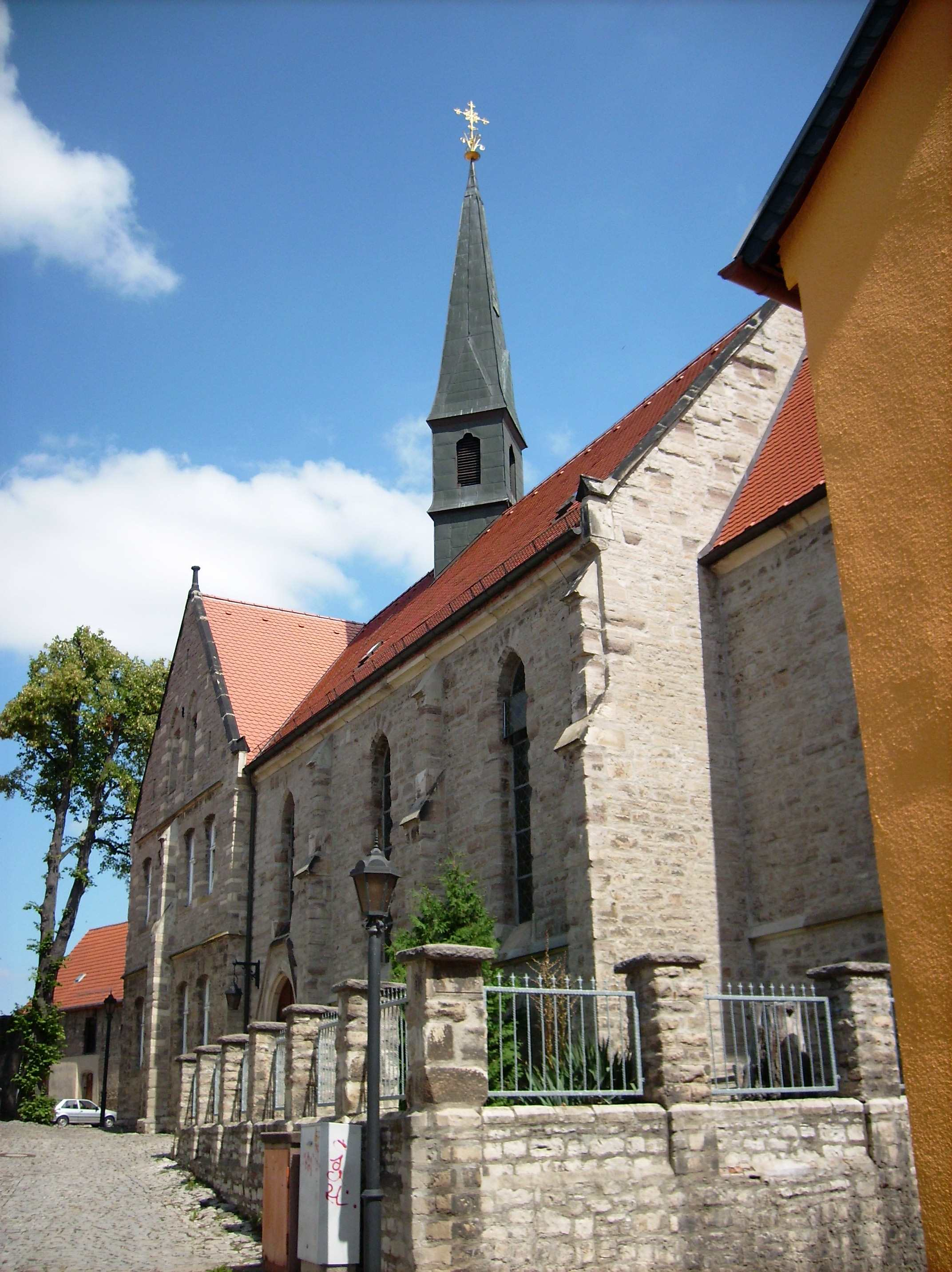
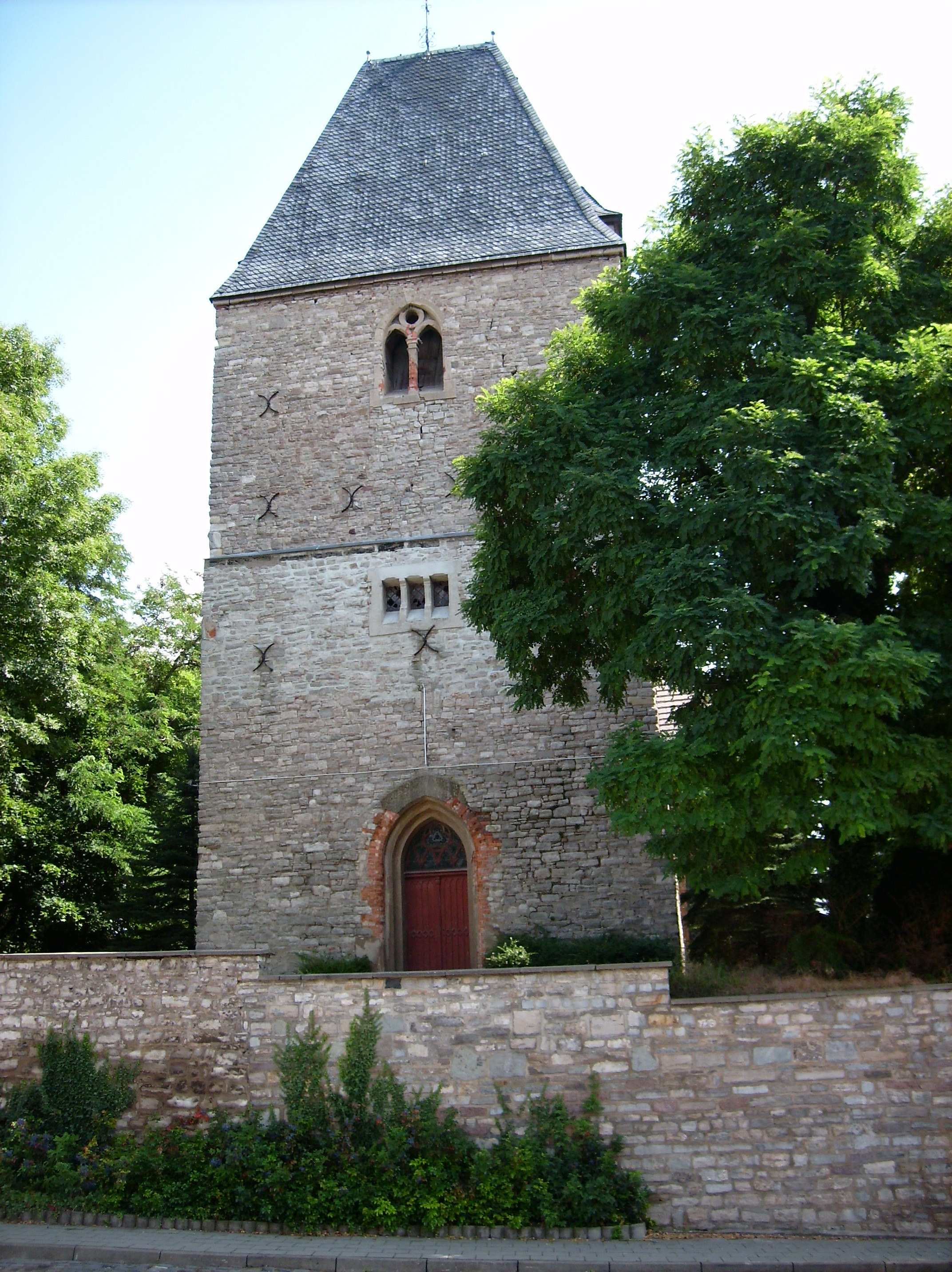
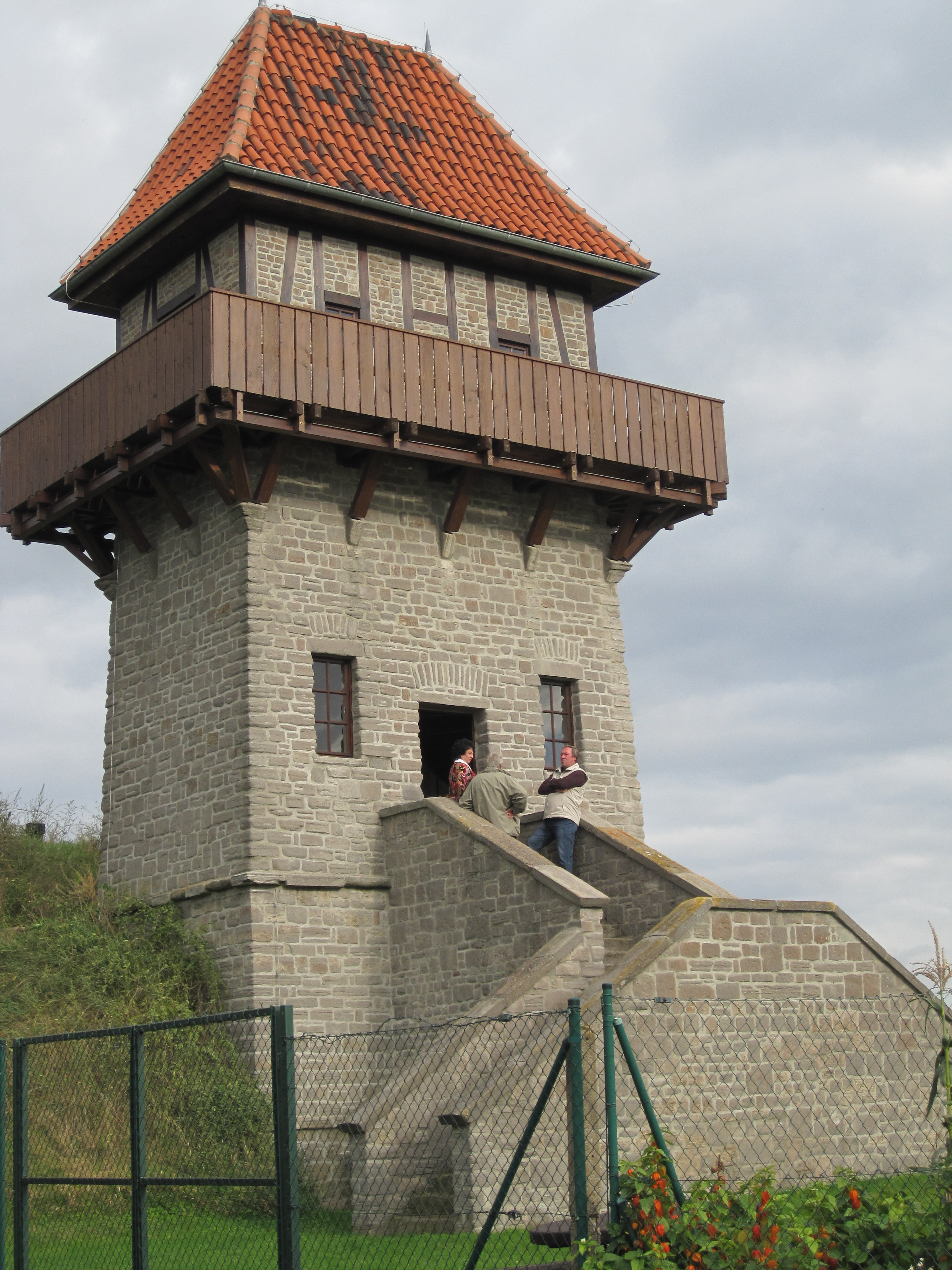
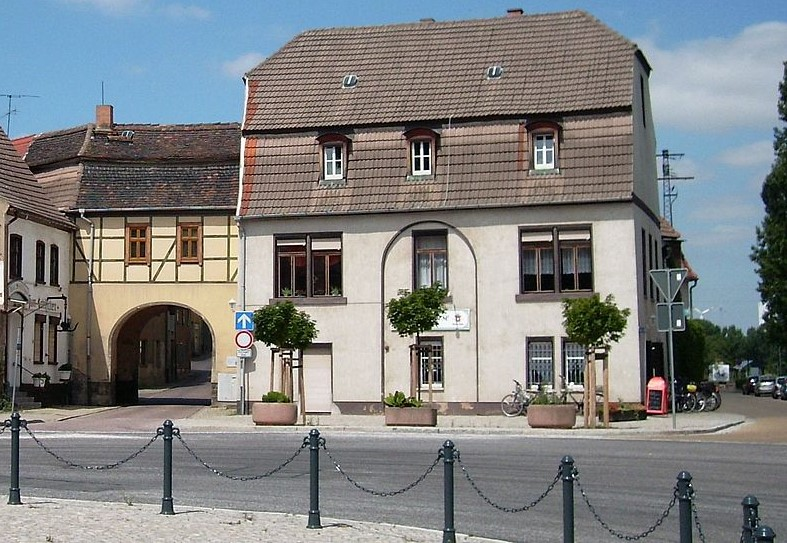
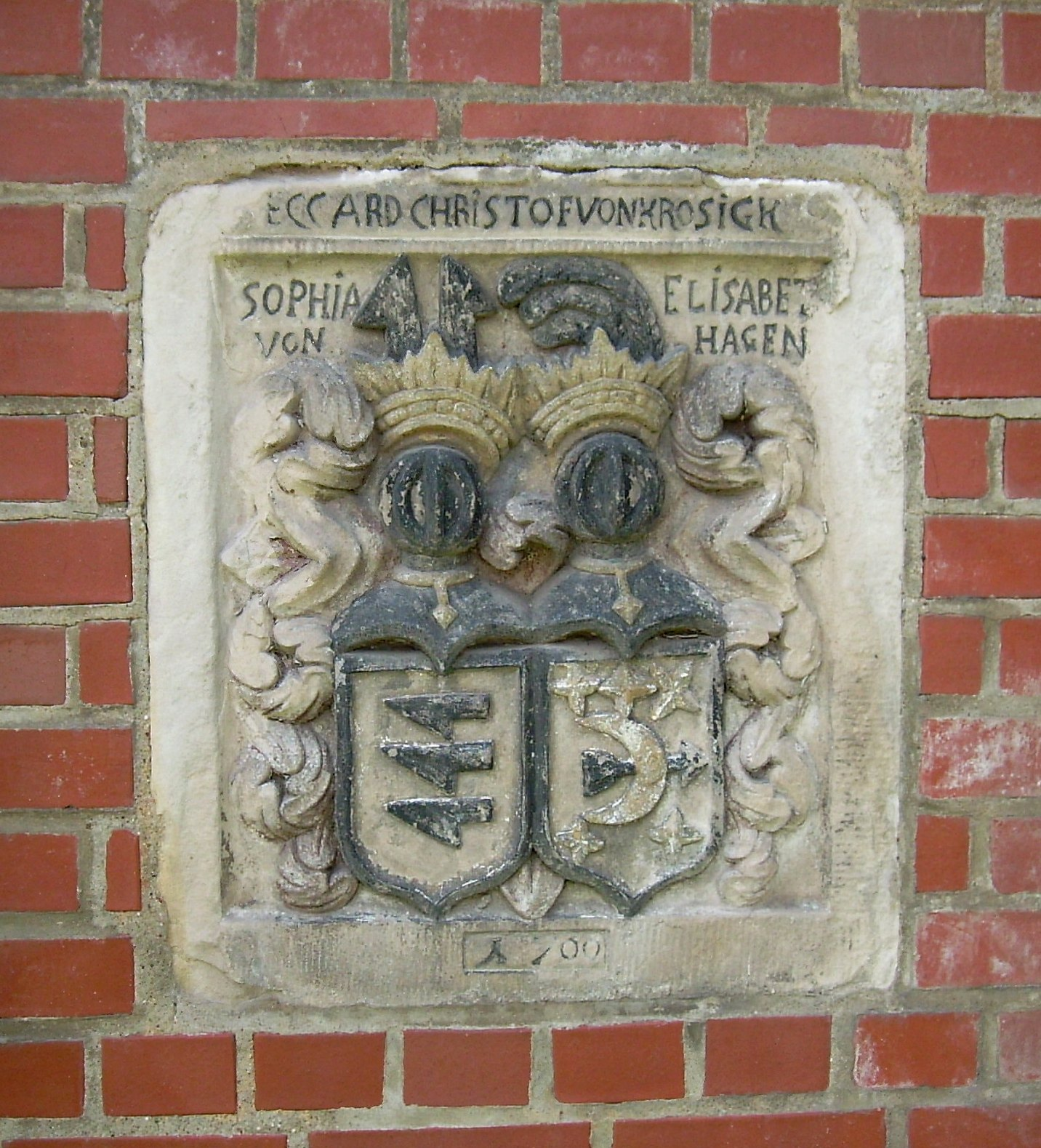
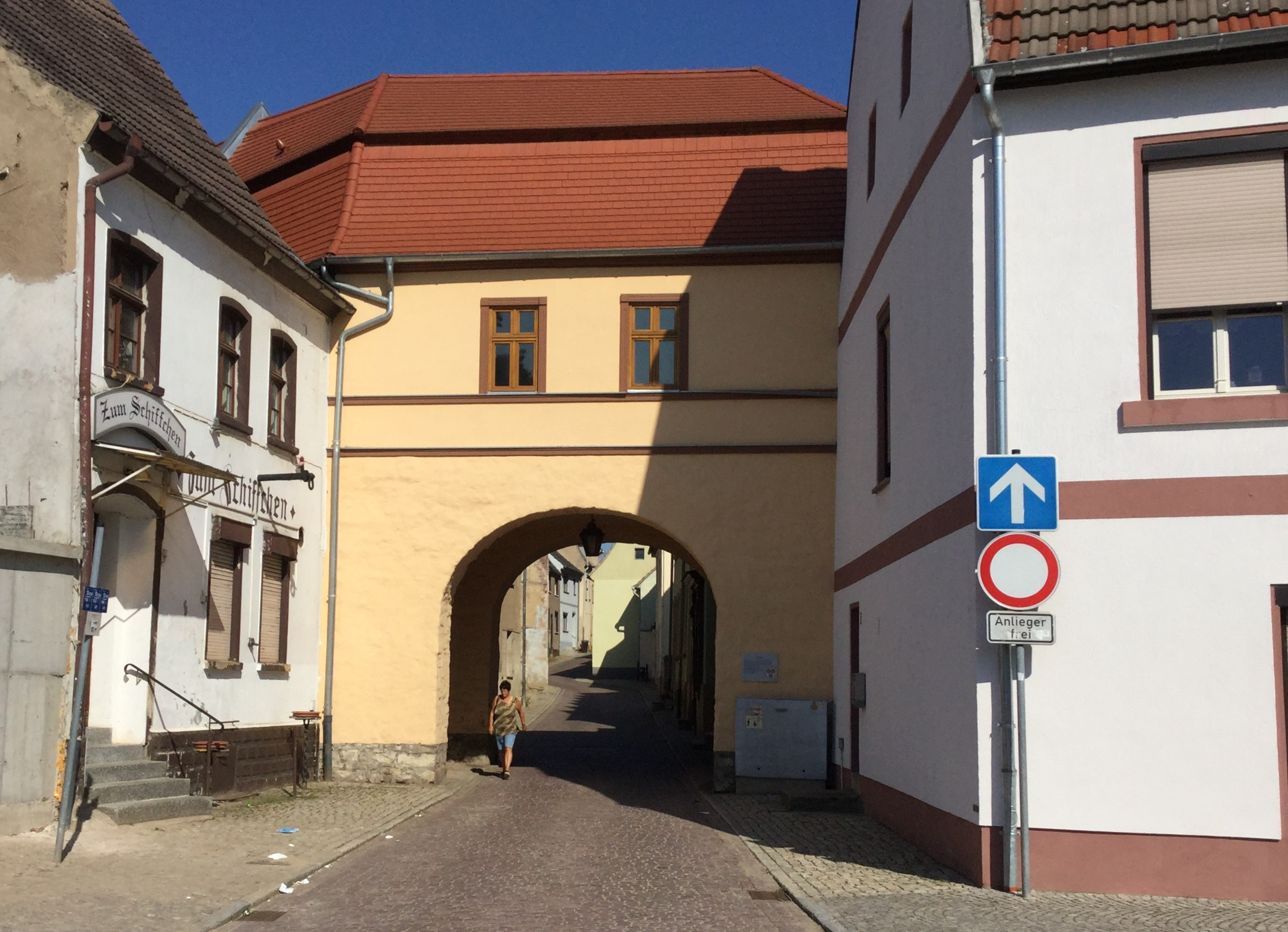
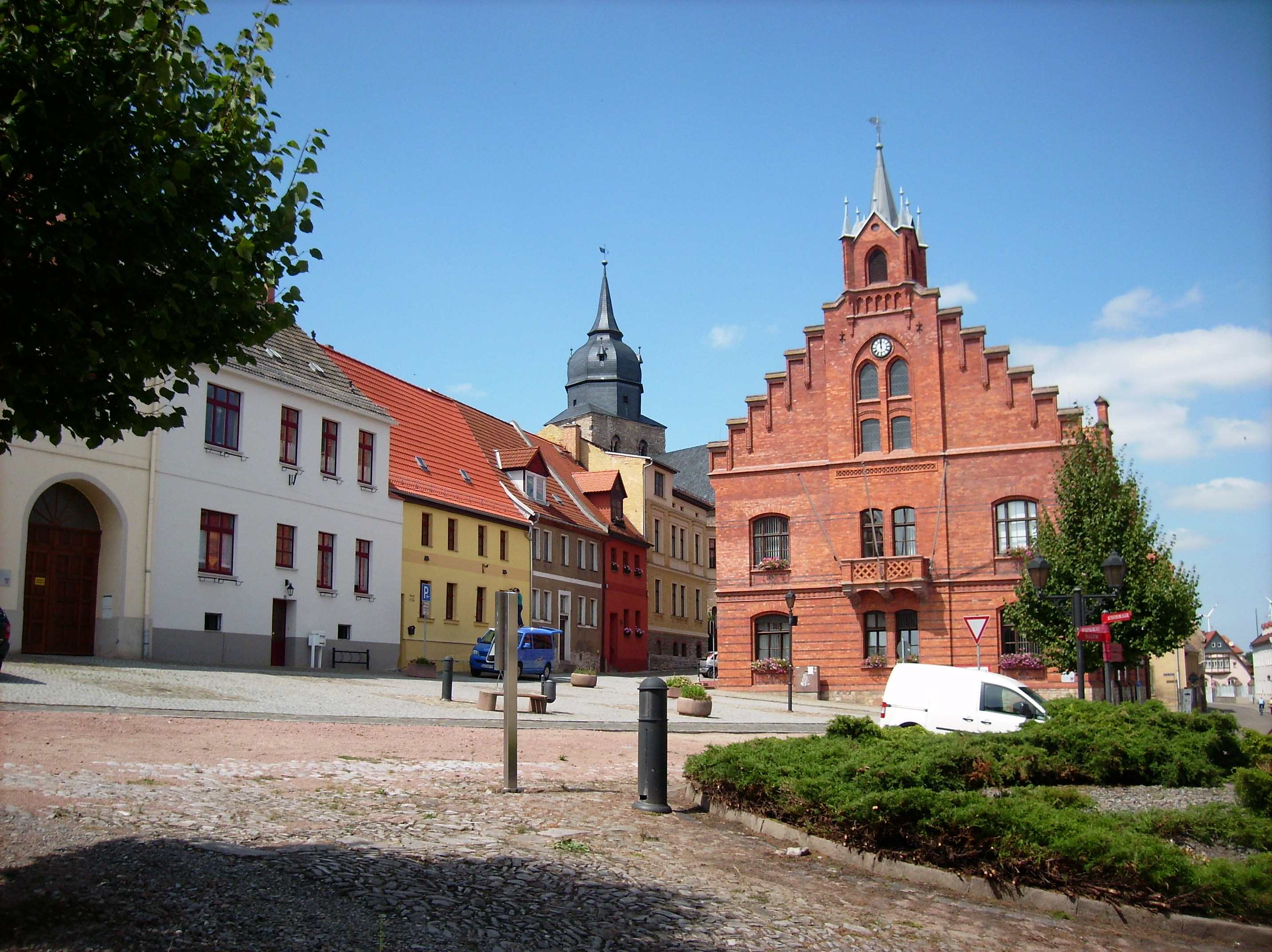
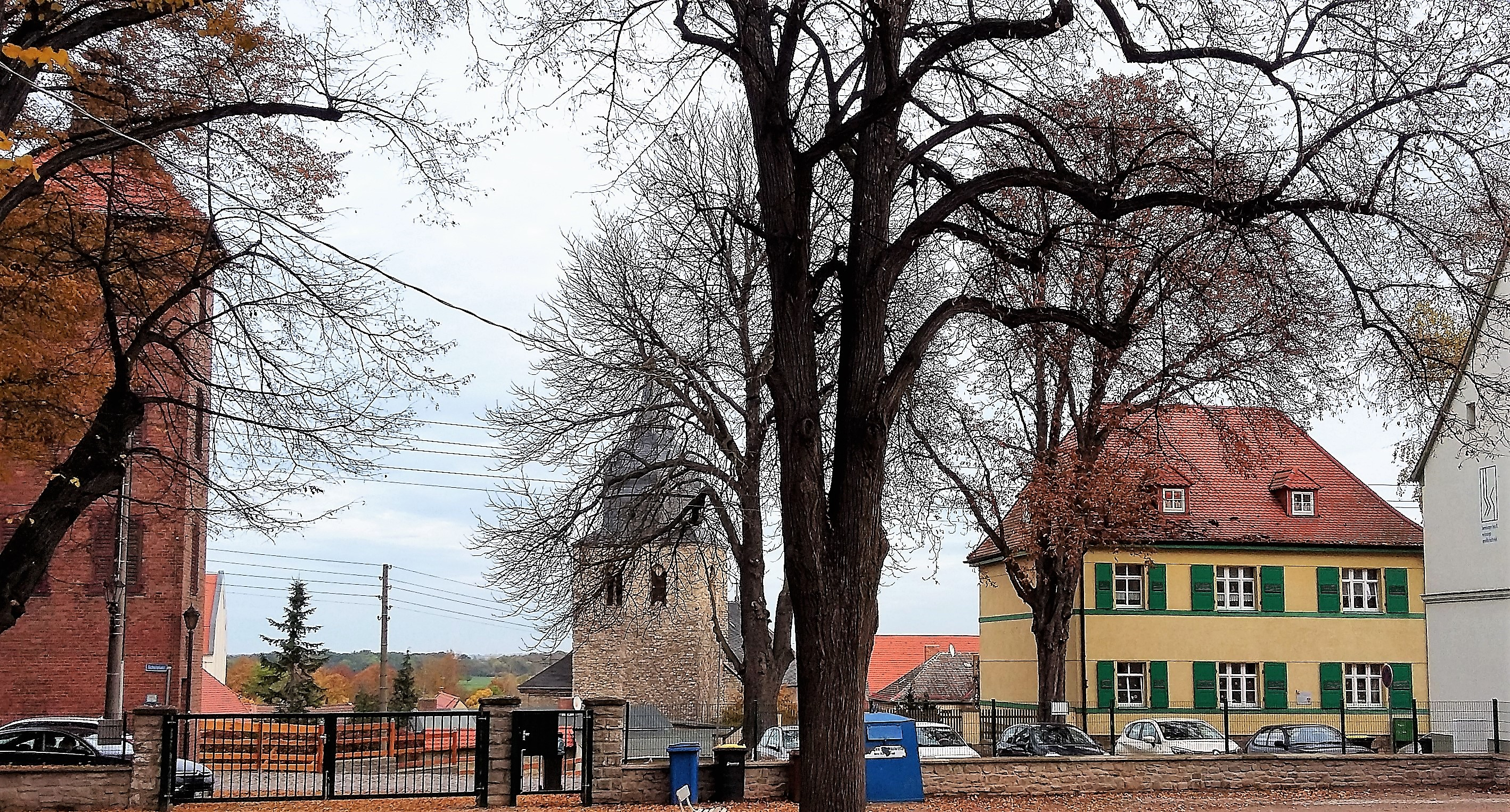
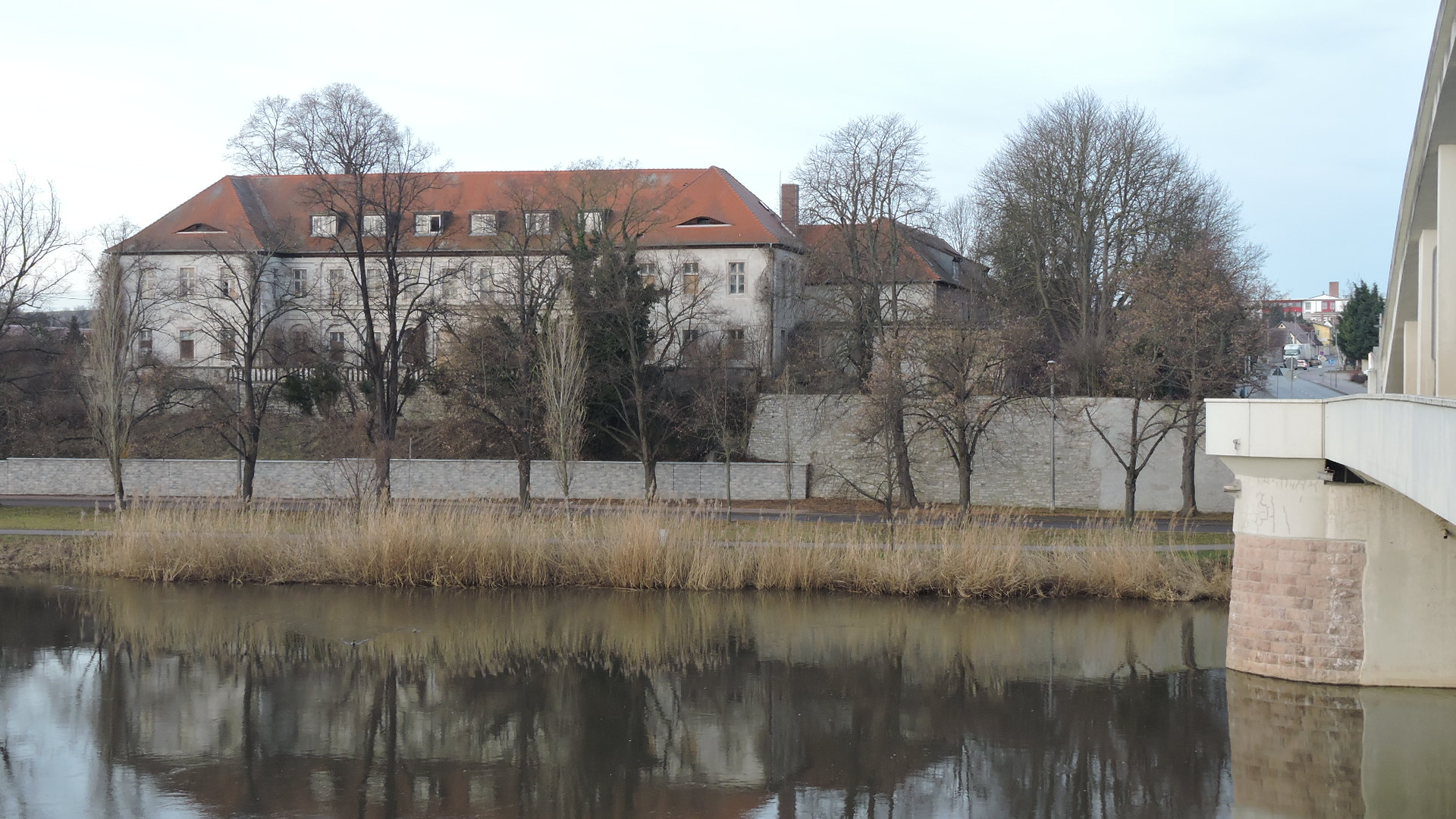
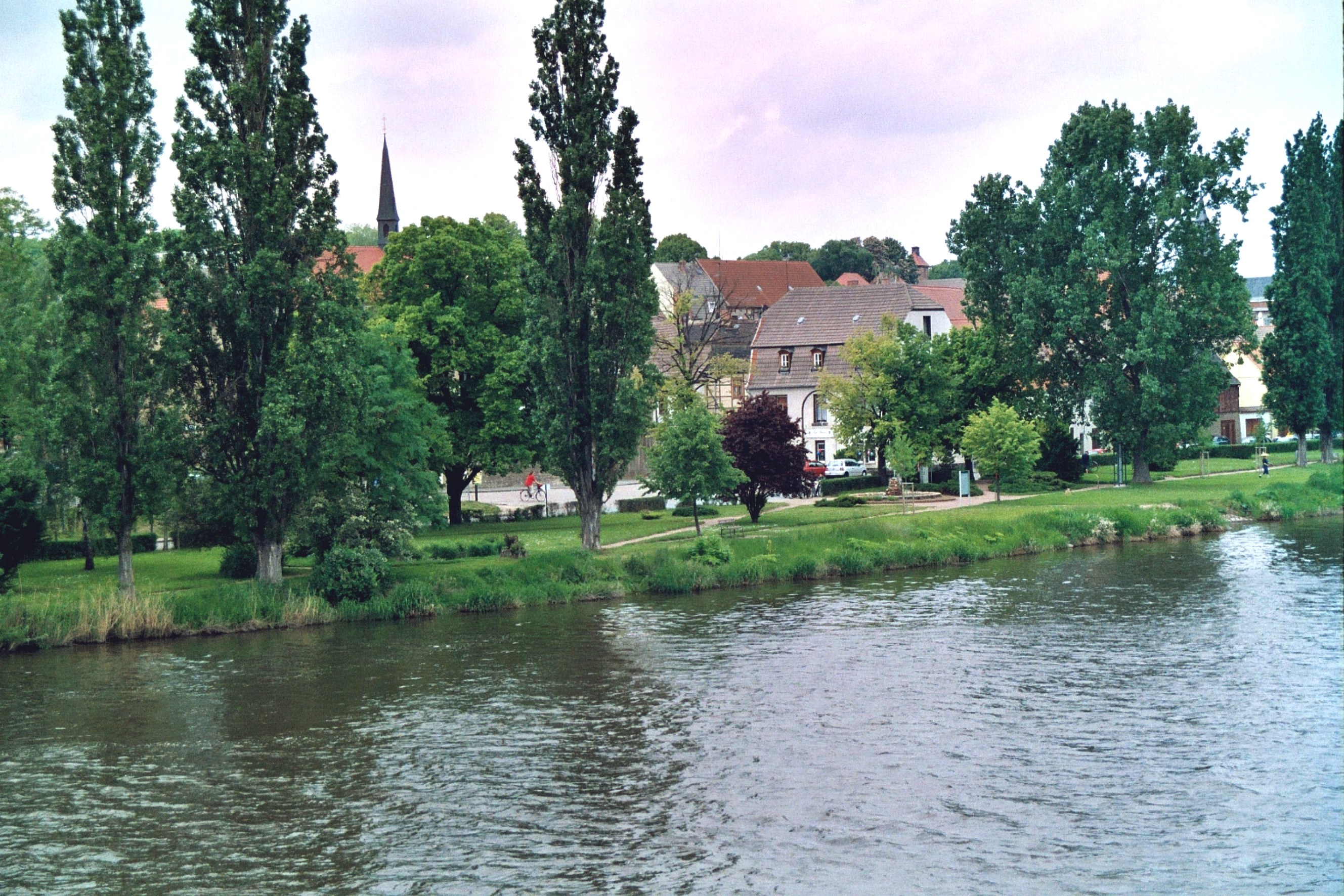

## Népesség
A település népességének változása:
| Lakosok száma | 2550 | 2587 | 2526 | 2545 | 2564 | 2494 |
|               | 2012 | 2017 | 2019 | 2021 | 2022 | 2023 |